# 罗钟一
罗钟一（韓語：라종일，1940年12月14日—），大韩民国外交官，韩国前驻日本大使及駐英國大使。

## 簡歷
首尔出身。毕业於首尔大学，獲得政治学博士學位。
曾擔任慶熙大學政治外交學系教授、慶熙大学院長。後歷任国家安全企画部第一次長、国家情報院第一次長（负责對北事務）。韓國駐英大使、青瓦台国家安保補佐官。2004年3月至2007年3月出任韓國駐日大使。2007年5月轉任又石大学第十任校长。